# Godło Francji
Rewolucja francuska odrzuciła heraldykę monarchii zastępując ją nową symboliką. Od 4 września 1870 emblemat Francji nie jest podmiotem żadnego tekstu prawnego a Konstytucja V Republiki wymienia tylko dewizę, hymn i flagę narodową, stąd we Francji ustanowiono jedynie szereg symboli państwowych, używanych w zależności od okoliczności.

## Symbole Francji

### Rózgi liktorskie
Rózgi liktorskie są związane w pęk z wetkniętym w środek toporem – symbol etruski przejęty przez Rzymian, oznaczający władzę urzędową i karną. Po raz pierwszy użyto ich w herbie w 1792. Obecnie stosuje się dwa warianty rózg w formie nieoficjalnych herbu i godła:
- nieoficjalny herb stosowany od 1905 stanowią związane w pęk z wetkniętym w środek toporem rózgi liktorskie oraz dwie gałęzie dębu i lauru (wszystko koloru złotego). Symbole te są przepasane złotą wstęgą z dewizą Repubbliki: Liberté, Egalité, Fraternité (Wolność, Równość, Braterstwo), całość jest umieszczona na błękitnym tle. Wielka odmiana herbu otoczona jest łańcuchem Wielkiego Mistrza Orderu Narodowego Legii Honorowej. W 1953 dokonano jej modyfikacji wraz ze zmianą wyglądu łańcuchu, od tego samego roku znak ten reprezentuje oficjalnie Francję na forum Narodów Zjednoczonych w Nowym Jorku[2].
- nieoficjalnym godłem od 1912 są związane w pęk z wetkniętym w środek toporem rózgi liktorskie, na których umieszczono Tarczę Amazonek ze skrótem RF (République Française). Na końcach tarczy widnieją (według różnych interpretacji) głowa lwa i koguta lub lwa i orła. W tle znajdują się gałęzie dębu i lauru. Symbol ten jest wykorzystywany głównie przez Ministerstwo Spraw Zagranicznych (widnieje min. na paszportach i placówkach dyplomatycznych). Jest także logiem Prezydenta Republiki[3][4].

Jeden z wariantów nieoficjalnego herbu Republiki
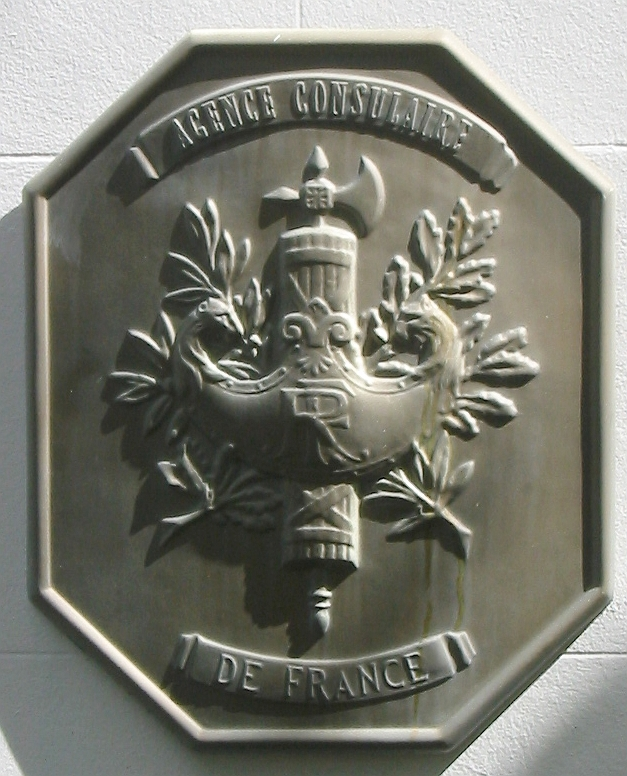
Nieoficjalne godło na konsulacie francuskim

### Marianne
Alegoria Republiki wywodząca się z rewolucyjnej alegorii Wolności, przedstawiana na niebiesko-biało-czerwonym tle, z czapką wolności na głowie. Symbol używany jako logo na dokumentach ministerialnych i administracyjnych. Logo oficjalnie wprowadzone do użycia w 1999 przez ówczesnego premiera Lionela Jospina. Znak ten jest nową graficzną wersją Marianny – symbolu wolności z czasów rewolucji francuskiej.
W stylizacji używanej na pieczęciach jest to siedząca kobieta, trzymająca w prawej ręce rózgi liktorskie, lewą wspierająca belkę steru, na którym znajduje się rysunek koguta galijskiego. Obok steru – liście dębu (symbol mądrości) i urna z inicjałami SU (Suffrage Universel – j. franc. powszechne prawo wyborcze). U stóp Wolności symbole sztuk pięknych i rolnictwa.
Francuskie imię Marianne było używane w połowie XIX w. jako kryptonim francuskiego stowarzyszenia republikańskiego. Później zaczęli używać go monarchiści jako pogardliwego określenia Republiki. Dopiero w XX w. upowszechniło się jako uosobienie ideałów republikańskiej Francji.
Profil Marianne widnieje na awersach wielu francuskich odznaczeń m.in. Legii Honorowej, Orderze Narodowym Zasługi, Medalu Wojskowym i Krzyżu Wojennym. Wizerunek Wolności znajdował się na monetach franka (waluta Francji od 1795 do 2002), obecnie widnieje na trzech francuskich monetach euro.
Od lat 70. XX wieku do oficjalnego wizerunku Marianny pozują sławne kobiety, będące w danym okresie francuskim symbolem urody. Były to kolejno: Brigitte Bardot (1970), Mireille Mathieu (1978), Catherine Deneuve (1985), Inès de La Fressange (1989), Laetitia Casta (2000), Évelyne Thomas (2003).

Eugène Delacroix, Wolność wiodąca lud na barykady, 1830
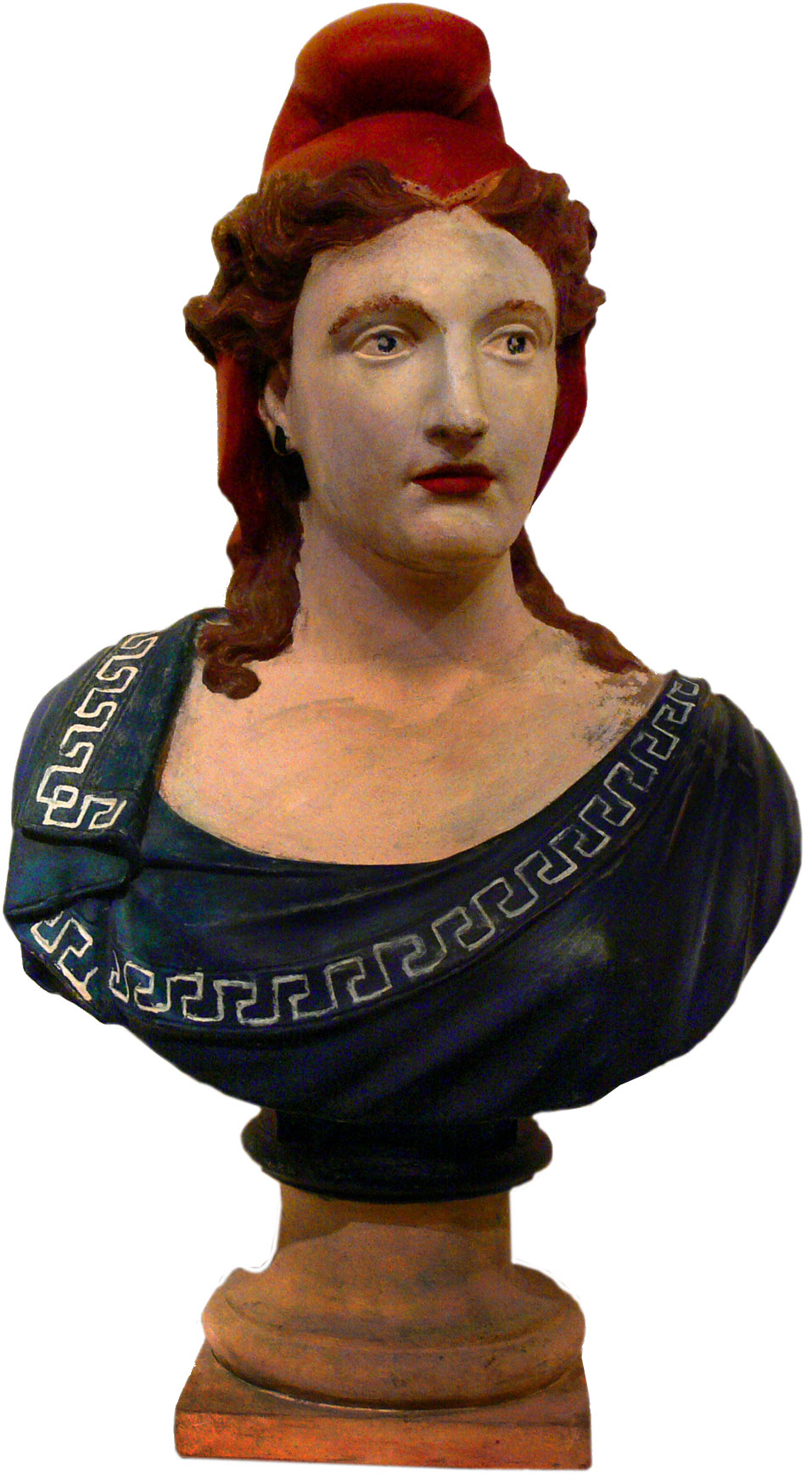
Jedna ze stylizacji historycznych
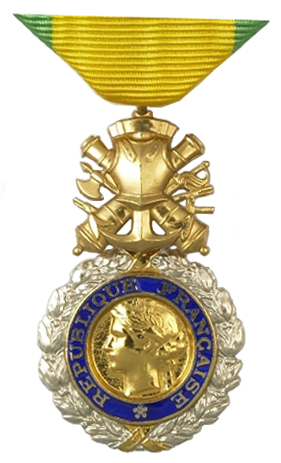
Profil Marianne na Medalu Wojskowym
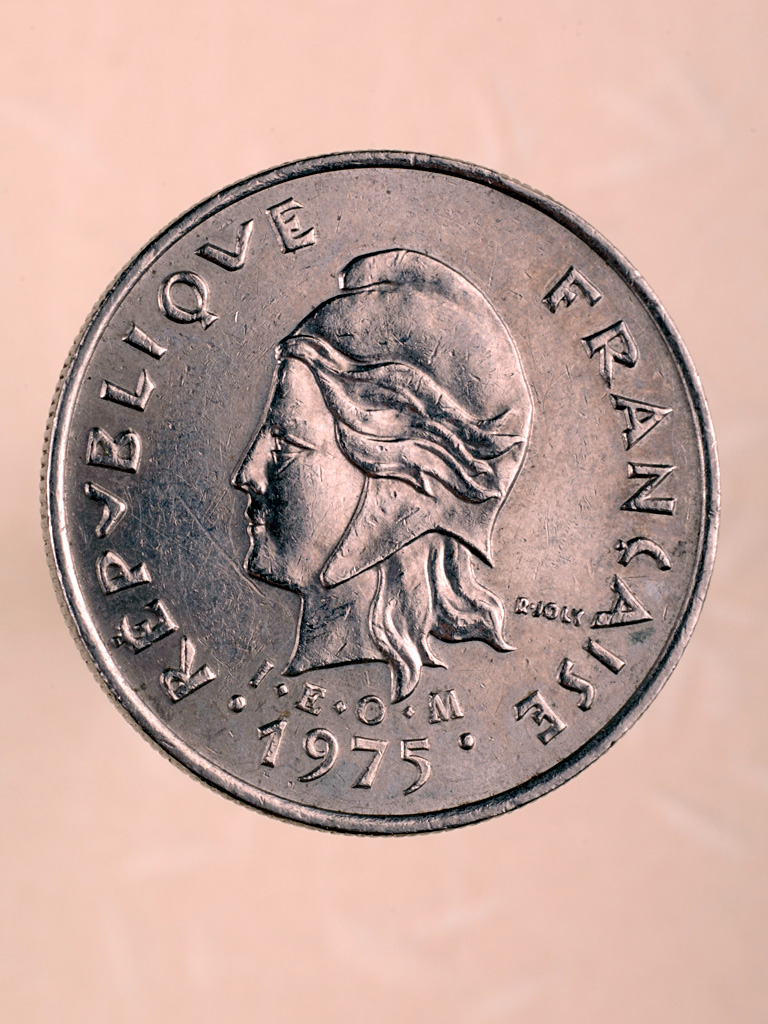
Profil Marianne na monecie 10 Franków CFP

### Semeuse
Podobnie jak Marianne jest Alegorią Republiki, kobietą z czapką wolności na głowie, która o wschodzie słońca wysiewa nasiona. Stworzył ją w 1887 Oscar Roty, postać Semeuse pojawia się na znaczkach i jednej z francuskich monet euro (wcześniej na frankach francuskich). Do jej wizerunku w 1896 pozowała Rosalina Pesce (wcześniej nazywana Charlotte Ragot).

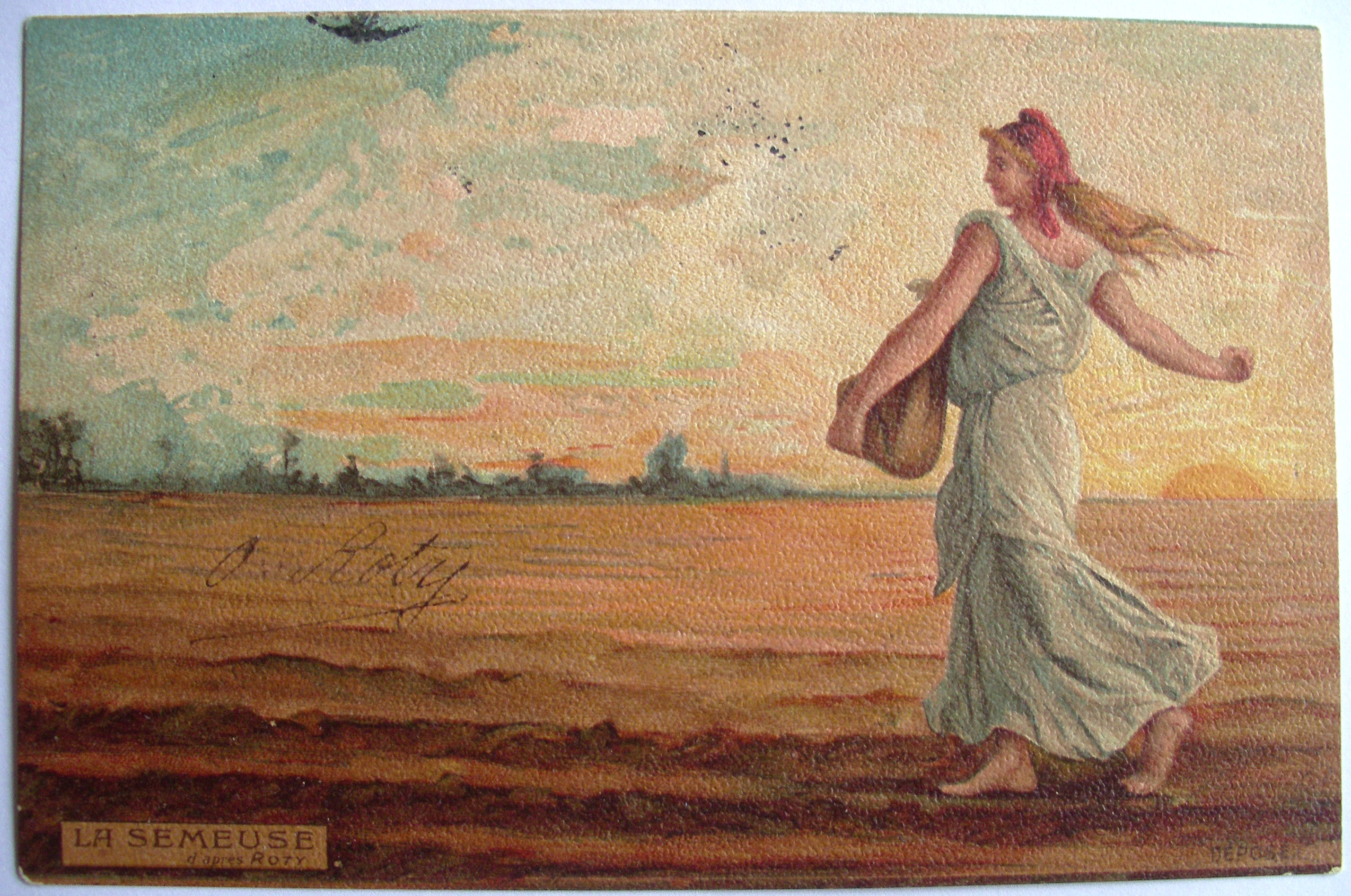
Obraz Oscar'a Roty przedstawiający Semeuse
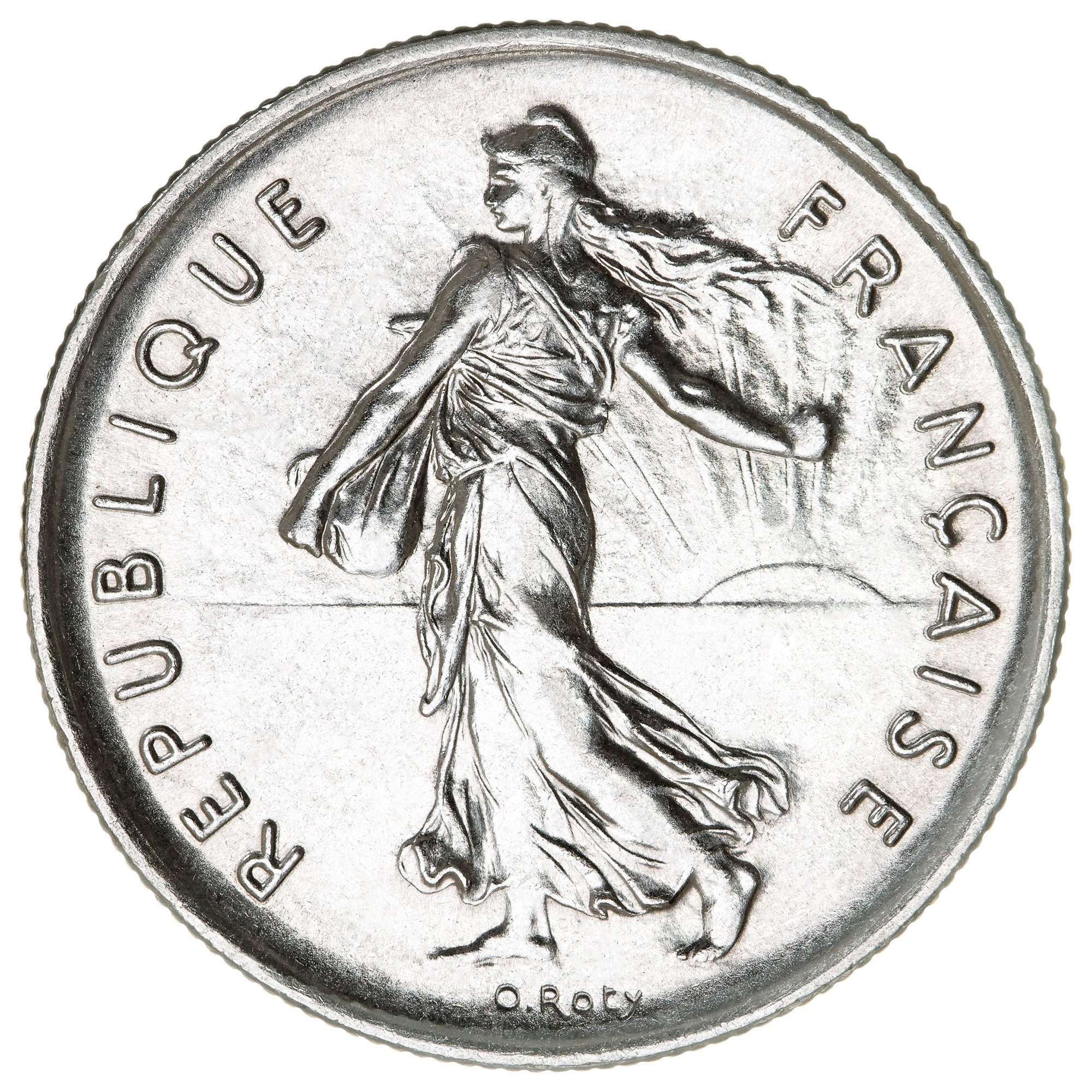
Semeuse na monecie pięciufrankowej
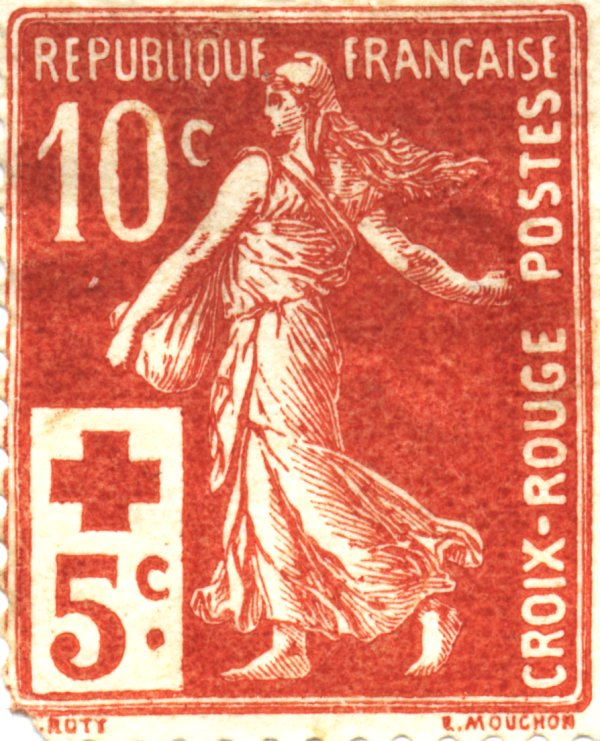
Semeuse na znaczku pocztowym z 1914
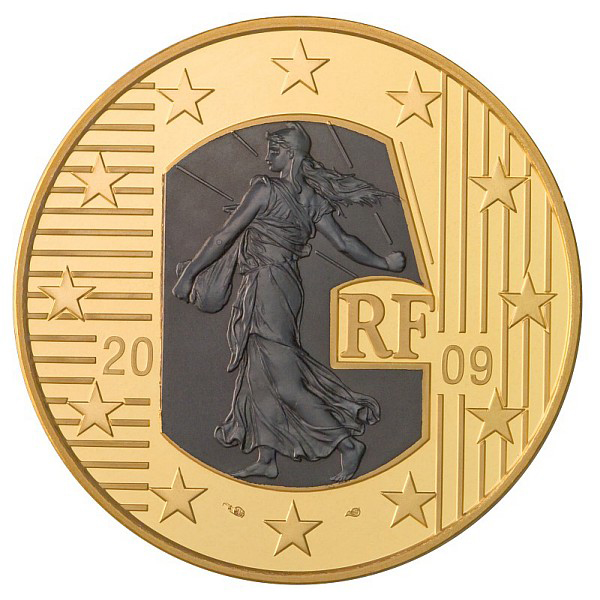
Na monecie euro

### Kogut galijski
Nieoficjalny symbol Galii i celtyckich Galów, przejęty później przez utożsamiających się z galo-rzymską kulturą germańskich Franków, za spadkobierców których uważają się dzisiejsi Francuzi.
Symbol ten powstał najprawdopodobniej w okresie rzymskim na bazie gry słów j. łacińskiego, gdzie wyraz gallus oznacza zarówno koguta, jak i Celta (Gala).

Kogut galijski

### Czapka wolności
Ściśle przylegające nakrycie głowy w kształcie stożka, z opadającym do przodu szpicem noszone przez Sankiulotów w czasie Wielkiej Rewolucji Francuskiej (znalazła się także w herbie I Republiki).
Jest jednym z atrybutów Marianne i Semeuse – kobiecych personifikacji Republiki Francuskiej, w czasie II wojny światowej używana jako symbol (obok krzyża lotaryńskiego, czerwonej gwiazdy oraz sierpa i młota) przez Wolnych Strzelców i Partyzantów (FTP).

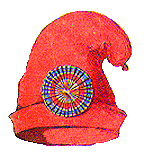
Czapka wolności z kokardą w barwach narodowych

### Krzyż lotaryński
1 lipca 1940 wadm. Émile Muselier złożył gen. bryg. Charles’a de Gaulle’a wniosek o uznanie krzyża lotaryńskiego emblematem Komitetu Wolnej Francji. Muselier pochodził z Lotaryngii, która razem z Alzacją został anektowana 25 lipca przez Rzeszę, krzyż lotaryński widniał też w odznace 507 Pułku Czołgów, którym przed wojną dowodził de Gaulle. Krzyż o barwie czerwonej pojawił się na fladze narodowej a także na banderze Wolnej Francji. Po powstaniu Francuskiego Komitetu Wyzwolenia Narodowego (CFLN) pozostał on oficjalnym symbolem Francji Walczącej, po zjednoczeniu Sił Wolnych Francuzów (FFL) z Armią Afryki we Francuską Armię Wyzwolenia (nazwa Francuskich Sił Zbrojnych do 1945) używały go jednostki wywodzące się z FFL. Do okupowanego kraju symbol dotarł już w 1940 dzięki audycjom BBC, z czasem coraz więcej organizacji Ruchu Oporu zaczęło go stosować włącznie z początkowo nieufnymi wobec Wolnej Francji (od 1943 Francja Walcząca) komunistami. Krzyż lotaryński pojawiał się w dokumentach ruchów, na odezwach do ludności cywilnej oraz jako graffiti na murach. Po powstaniu Francuskich Sił Wewnętrznych (FFI) – jednolitej organizacji łączącą wszystkie ruchy oporu, oraz po wybuchu powstania narodowego krzyż lotaryński zgodnie z zaleceniami Rządu Tymczasowego był noszony na opaskach przez partyzantów.
Po zakończeniu wojny krzyż lotaryński przestał być oficjalnym symbolem Francji, pojawiał się natomiast na większości pomników upamiętniających II wojnę światową. Do dziś używają go niektóre jednostki wojskowe i organizacje kombatanckie, znalazł się także na trzech odznaczeniach państwowych: Orderze Wyzwolenia, Medalu Francuskiego Oporu i Krzyżu Kombatanta-Ochotnika Ruchu Oporu. W latach 1947–2002 używały go wszystkie prawicowe partie polityczne związane z ruchem gaullistowskim (obecnie stosują go niektóre stowarzyszenia gaullistów). Charles de Gaulle sprawując urząd Prezydenta Republiki Francuskiej jeździł samochodem ozdobionym flagą Francji z krzyżem lotaryńskim (identyczna jak ta stosowana w czasie wojny), nie wprowadził go jednak do oficjalnej flagi narodowej ani nie zastąpił nim któreś z nieoficjalnych godeł. W 2018 Emmanuel Macron dodał do oficjalnego loga Prezydenta RF (zmodyfikowane nieoficjalne godło Republiki) krzyż lotaryński.

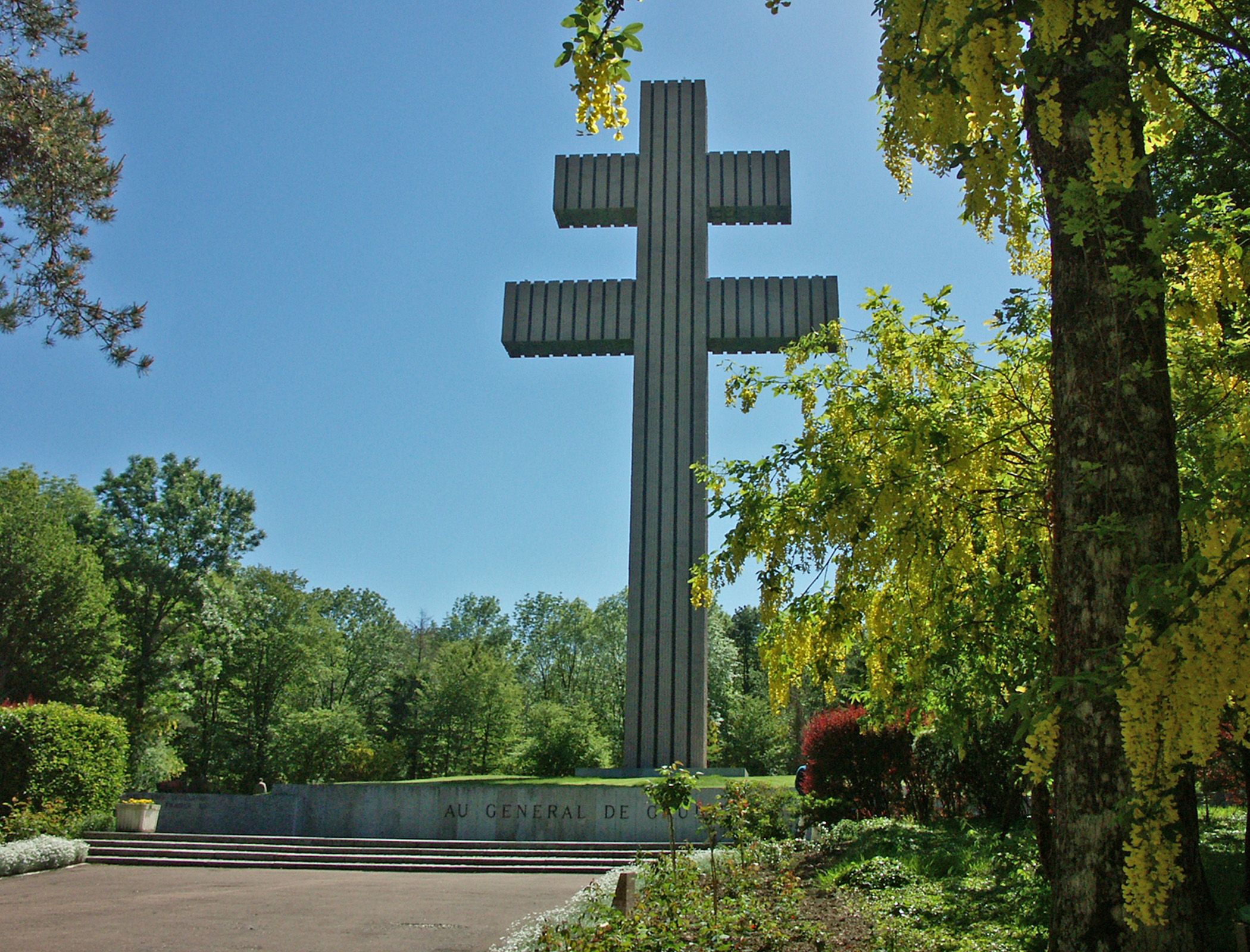
Pomnik Charles’a de Gaulle’a w Colombey les Deux Églises

### Tarcza Tricolore
Tarcza w barwach narodowych Bleu, Blanc, Rouge razem z monogramem RF (République Française) pojawia się często na urzędach publicznych takich jak ratusze czy prefektury.

Tarcza w barwach narodowych z monogramem RF
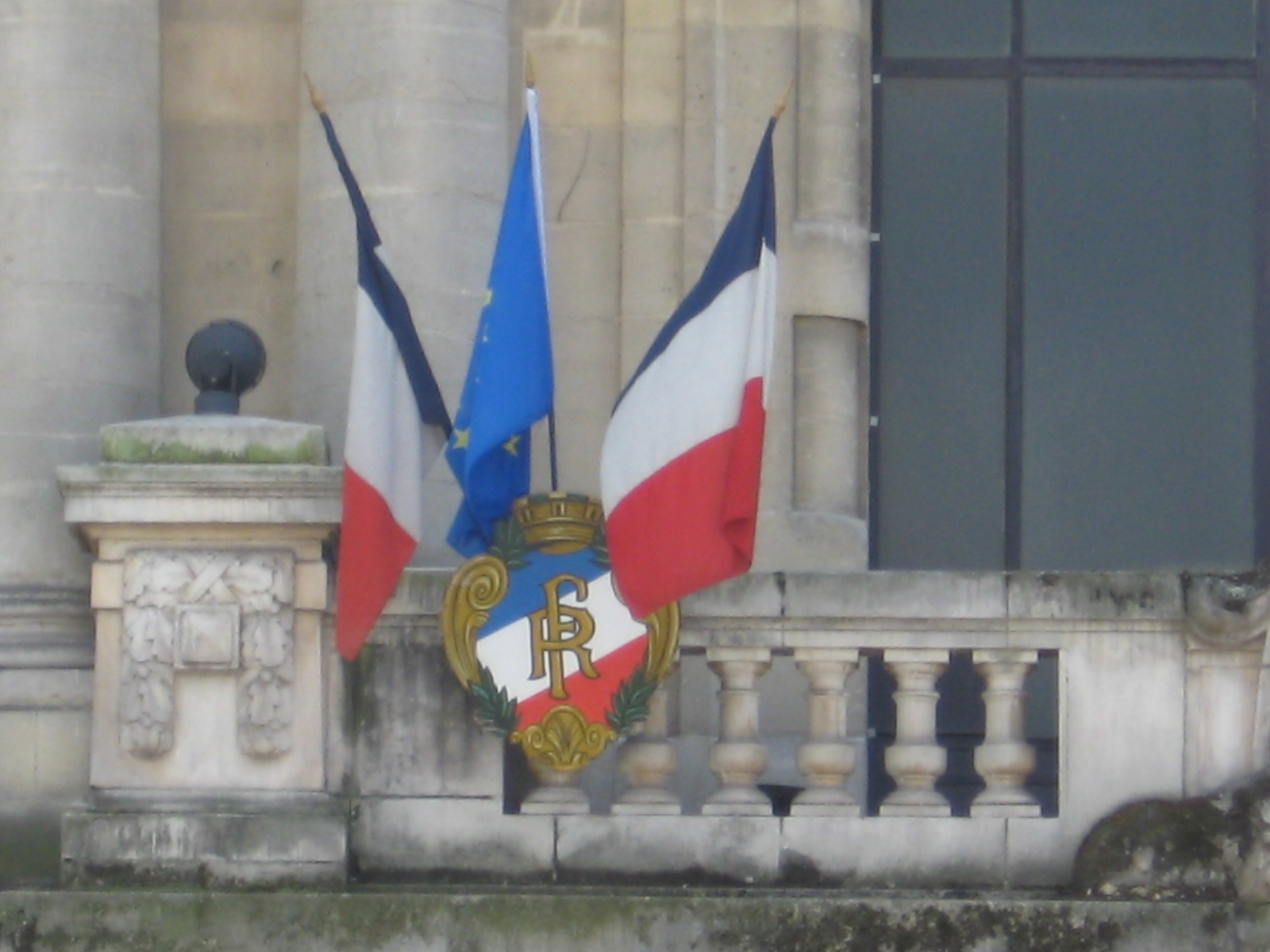
Inny wariant tarczy z monogramem na Palais du Commerce w Rennes
Tarcza bez monogramu

### Kokarda Tricolore
Kokarda w barwach przyszłej flagi francuskiej po raz pierwszy została użyta przez rewolucjonistów w 1789. Po ich zwycięstwie była noszona na czapkach przez żołnierzy, milicjantów, urzędników oraz zwolenników nowego ładu. Rewolucjonistki chciały ustawowego przymusu by każda kobieta nosiła ten symbol.
Obecnie kokardę nosi się przy okazji różnych wydarzeń patriotycznych, barwy i kształt kokardy są także znakiem rozpoznawczym Armii Powietrznej.

Kokarda francuska
Znak rozpoznawczy Armii Powietrznej

### Lilia francuska
Fleur-de-lis przyjęta została przez Filipa I za oficjalny symbol monarchii. Jego wnuk Ludwik VII Młody umieszczając lilie na błękitnej tarczy stworzył pierwszy herb Francji obowiązujący w różnych wariantach (najpoważniejszą zmianą było ograniczenie ich liczby przez Karola V Mądrego do trzech) do XVIII wieku. Podczas Wielkiej Rewolucji Francuskiej dotychczasowy herb zniesiono a lilie były masowo usuwane z przestrzeni publicznej (na krótko powróciły do rangi symbolu państwa w czasie Restauracji).
Współcześnie lilie francuskie występują w herbach i na flagach wielu miejscowości, departamentów i regionów Francji.

Najbardziej popularna forma przedstawienia lilii

## Herby i godła historyczne

### Republika Francuska

Nieoficjalny herb I Republiki (1792 – 1804)
Herb Wielki I Republiki (1792 – 1804)
Nieoficjalne godło II Republiki (1848 – 1852)
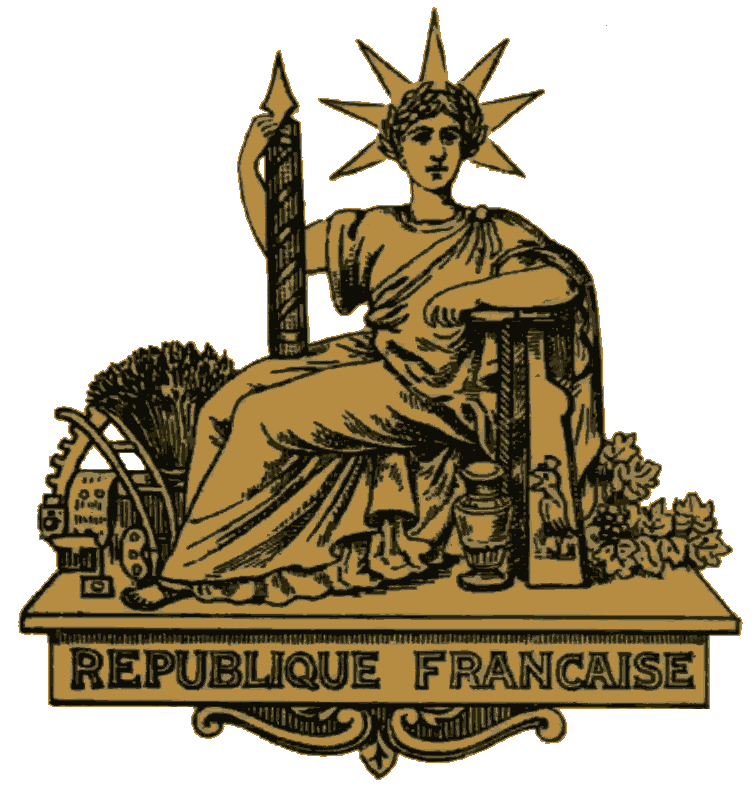
Nieoficjalne godło III Republiki (1880 – 1898)
Nieoficjalny herb III Republiki (1898 – 1902)
Herb Wielki III i IV Republiki (1905 – 1953)
Krzyż lotaryński – symbol Wolnej Francji (1940 – 1943), Francji Walczącej (1943 – 1944) i Ruchu Oporu (1940 – 1944)
Symbol Rządu Tymczasowego Republiki (1944 – 1946)

### Cesarstwo Francuskie

Herb I i II Cesarstwa
Herb Wielki I Cesarstwa (1804 – 1814 i 1815)
Herb Wielki II Cesarstwa (1852 – 1870)

### Królestwo Francji

Pierwszy herb Królestwa Francji stworzony w latach 80. XII wieku
Herb Wielki Królestwa Francji (1211 – 1376)
Herb Królestwa Francji i Nawarry (1305 – 1328)
Herb Wielki Królestwa Francji i Nawarry (1305 – 1328)
Herb Królestwa Francji (1376 – 1792)
Wariant Herbu Wielkiego Królestwa Francji (1376 – 1515)
Wariant Herbu Wielkiego Królestwa Francji (1376 – 1515)
Herb Wielki Królestwa Francji (1515 – 1792)
Wariant Herbu Wielkiego Królestwa Francji (1515 – 1578)
Wariant Herbu Wielkiego Królestwa Francji (1578 – 1589)
Herb Królestwa Francuzów (1790 – 1792)
Herb Wielki Królestwa Francuzów (1790 – 1792)
Wariant herbu Królestwa Francji i Nawarry (1589 – 1792)
Wariant herbu Królestwa Francji i Nawarry (1589 – 1792)
Herb Wielki Królestwa Francji i Nawarry (1589 – 1792)
Herb Królestwa Francji (1814 i 1815 – 1830)
Herb Wielki Królestwa Francji (1814 i 1815 – 1830)
Herb Królestwa Francji (1830 – 1831)
Herb Wielki Królestwa Francji (1830 – 1831)
Herb Królestwa Francji (1831 – 1848)
Herb Wielki Królestwa Francji (1831 – 1848)

### Państwo Francuskie

Kartusz z monogramem EF – État Français (1940 – 1944)
Franciska galijska – herb Szefa Państwa Philippe’a Petaina, nieoficjalny symbol EF (wariant pierwszy)
Franciska galijska – herb Szefa Państwa Philippe’a Petaina, nieoficjalny symbol EF (wariant drugi)